# Staafkerk van Gol
De staafkerk van Gol (Noors: Gol stavkyrkje) is een staafkerk oorspronkelijk uit Gol, Hallingdal, Noorwegen. Ze bevindt zich in het Norsk Folkemuseum op Bygdøy in Oslo, Noorwegen.

## Beschrijving
Op basis van dendrochronologische datering stamt de kerk uit 1216. Toen de stad tussen 1880 en 1882 een nieuwe kerk bouwde, werd besloten om de oude staafkerk te slopen. Ze werd in 1881 afgebroken en van de ondergang gered door de Vereniging tot behoud van oude Noorse monumenten, die de materialen kocht om de kerk elders opnieuw op te bouwen. Ze werd verworven door koning Oscar II, die haar verplaatsing en restauratie, als het centrale gebouw van zijn private openluchtmuseum in de buurt van Oslo, financierde. De restauratie, onder toezicht van architect Waldemar Hansteen, werd in 1885 voltooid. In 1907 werd het vroege openluchtmuseum, 's werelds eerste, samengevoegd met het Norsk Folkemuseum dat nu de staafkerk beheert. De kerk is nominaal echter nog steeds eigendom van de regerende monarch.

## Replica's
In de jaren 80 werd een moderne replica gebouwd in Gol als toeristische attractie in een pretpark in het centrum van Gol. Deze replica ligt dicht bij de oorspronkelijke site van de middeleeuwse kerk. Deze replica werd in 1994 ingezegend als kerk.
Er is ook een replica in het Scandinavian Heritage Park in Minot, North Dakota, Verenigde Staten van Amerika.